# Passo di San Valentino
Der Passo di San Valentino ist ein 1314 m s.l.m. hoher Bergsattel am Monte Baldo in den Gardaseebergen.

## Geographie

### Lage und Umgebung
Der mit Wiesen bedeckte Sattel liegt in der zur Provinz Trient gehörenden nördlichen Untergruppe des Monte Baldo, die im nordwestlich des Passes liegenden Monte Altissimo di Nago (2078 m) ihre höchste Erhebung besitzt. Er grenzt das nördlich liegende Sorna-Tal vom südlich liegenden Aviana-Tal mit dem Stausee Lago di Prà della Stua ab. Im Nordosten wird der Pass überragt von den Ausläufern der Corna Piana (1736 m). Letztere bildet das Naturreservat Corna Piana, das wiederum Teil des Parco naturale locale del Monte Baldo ist. An der Passhöhe mündet die von Avio im Vallagarina kommende 16,2 km lange Provinzialstraße SP 208 „Avio – San Valentino“ in die von Mori aufsteigende SP 3 „del Monte Baldo“.

### Auffahrt
Die Nordauffahrt von Mori ist 17,6 Kilometer lang und weist eine durchschnittliche Steigung von 6,3 % auf. Die ersten sieben Kilometer führen im Schnitt mit rund 7 % auf der SP3, ehe bei Brentonico das erste Flachstück erreicht wird. Dieses ist etwa 1500 Meter lang und verläuft teils abschüssig. Nun folgen sechs anspruchsvolle Kilometer nach San Giacomo, wobei die Straße Kilometerschnitte von teils 10 % umfasst. Drei Kilometer vor der Passhöhe folgt eine 1500 Meter lange Zwischenabfahrt, ehe die letzten 1500 Meter erneut mit fast 10 % ansteigen.
Die Südauffahrt von Avio verläuft über die SP208, die auf einer Länge von 16 Kilometern im Schnitt mit 6,4 % ansteigt. Nach zwei flacheren Kilometern geht es auf den nachfolgenden neun Kilometern über 17 Kehren zur Kreuzung mit der SP230, wobei die Steigungsprozente im Schnitt bei über 8 % liegen und Rampen von mehr als 10 % absolviert werden müssen. Nach der Kreuzung flacht die Straße zusehends ab und es geht bei rund 7 % auf die Passhöhe.

### Geologie
Die Umgebung des Passes weist bedeutende Schichten aus Laven und Tuffstein auf, die von einer starken eruptiven Phase im mittleren Eozän stammen. Sie heben sich von dem sonst am Monte Baldo vorherrschenden Sedimentgestein ab. Nach Abklingen der vulkanischen Aktivitäten setzte die Sedimentation mit der Bildung der Karbonatplattform Calcare di Nago wieder ein. Mit dem langsamen Rückgang des Wassers bildeten sich Korallenriffe. Davon zeugen die im Bereich des Sattels vorzufindenden Fossilien. Einige davon sind im Fossilienmuseum in Brentonico ausgestellt. Die in der Nähe des Passes liegenden Findlinge können der Vor-Würm-Kaltzeit zugeordnet werden. Der in den Wiesen neben der Passstraße und am Pass aufscheinende Kalkarenit stammt aus dem unteren Eozän und ist reich an benthonischen Foraminiferen. Diese Schicht aus der Karbonatplattform Calcare di Torbole liegt stratigraphisch zwischen den Vulkaniten und der Scaglia rossa aus der Unterkreide. Die verschiedenen Kalkformationen sind verantwortlich für einige dolinenähnliche Erscheinungen in unmittelbarer Nähe des Passes.
Südlich der Passhöhe befindet sich im oberen Aviana-Tal ein bekanntes Grünerdevorkommen. Ob es bereits den Römern bekannt war, ist umstritten. Belegt ist der Seladonit-Bergbau ab dem 16. Jahrhundert. Seinen Höhepunkt erfuhr er im 18. Jahrhundert. Von 1768 bis in die 1810er Jahre wurden am Pass und insbesondere im Aviana-Tal Feuersteine abgebaut. Hauptabnehmer war die österreichische Armee, die damit ihren gestiegenen Bedarf nach Feuersteinen während der napoleonischen Kriege deckte.

## Geschichte
Der Übergang wurde bereits in der Urgeschichte von Menschen begangen. So gilt er als der bedeutendste Fundort des Neanderthalers in der Region Trentino-Südtirol. Anhand der zahlreichen Fundstücke von bearbeiteten Feuersteinen aus dem Moustérien lässt sich davon ausgehen, dass hier kleinere Gruppen von Neanderthalern vor etwa 40.000 Jahren saisonale Lagerplätze zur Jagd errichtet hatten. Der Homo Sapiens drang erst zu Ende der letzten Kaltzeit vor etwa 14.000 bis 10.000 vom Rand der Poebene bis hierher vor. Am Pass fanden sich Fundstücke von Jägern und Sammlern, die vom Jungpaläolithikum über das Mesolithikum bis zum Neolithikum reichen.
Lag der Übergang auf einer wichtigen Migrationsroute der postglazialien Besiedelung der Region während der Steinzeit, ist seine spätere Nutzung wegen fehlender archäologischer Funde ungewiss. Weder aus der Römerzeit noch aus dem Frühmittelalter liegen konkrete Hinweise für eine Nutzung vor. Möglicherweise befand sich am Passo di San Valentino ein Hospiz, auch wenn dafür schriftliche Belege fehlen. Ab dem 13. Jahrhundert sind wieder Wegverbindungen über den Monte Baldo dokumentiert, die vor allem für militärische Zwecke genutzt wurden, so von den Scaligern auf ihren Feldzügen gegen das Hochstift Trient oder während des Krieges der Liga von Cambrai. Im Zuge des Spanischen Erbfolgekrieges zogen die französischen Truppen des Maréchal de camp Vendôme von Ferrara di Monte Baldo kommend über die Bergkette und fielen 1703 in Brentonico ein.
Dass der Pass eine gewisse strategische Bedeutung besaß, zeigt der Umstand, dass die Habsburger während des Italienfeldzuges Napoleon Bonapartes im Ersten Koalitionskrieg 1796 hier Schanzarbeiten durchführen ließen, deren Reste in den 2020er Jahren ausgemacht wurden. Im Ersten Weltkrieg wurde der Sattel von italienischen Truppen befestigt, nachdem sich die k.u.k. Armee auf leichter zu verteidigende Positionen zurückgezogen hatte. 1915 entstand auch die von Avio im Etschtal zum Pass führende Straße. Im Zuge der österreichisch-ungarischen Südtiroloffensive im Mai 1916 wurde der Pass vom Regio Esercito für die Evakuierung der Bevölkerung von Brentonico genutzt. Im Februar 1917 verschüttete eine Lawine ein italienisches Barackenlager auf der Passhöhe, dabei starben 41 italienische Soldaten. Ein kleiner aufgelassener Soldatenfriedhof westlich des Passes erinnert an das Ereignis.
Mitte der 1960er Jahre entstand schließlich die Wintersportsiedlung San Valentino mit mehreren Aufstiegsanlagen. Für die Erschließung des Wintersportgebietes wurde auch die im Ersten Weltkrieg unter General Andrea Graziani erbaute Militärstraße zur Provinzialstraße SP 3 „del Monte Baldo“ ausgebaut. 1968 entstand an der Passhöhe die dem heiligen Valentin von Terni gewidmete Kirche. Nach dem Heiligen ist auch der Pass benannt.

### Radsport
Die Erstbefahrung des Passo di S. Valentino beim Giro d’Italia fand im Jahr 1969 im Rahmen der 19. Etappe von San Pellegrino Terme nach Folgaria statt. Michele Dancelli fuhr als erster über den Pass. Beim Giro d’Italia 1970 war es Eddy Merckx, der auf der 7. Etappe von Malcesine nach Brentonico als erster den Pass querte und anschließend nicht nur die Etappe gewann, sondern auch die Führung in der Gesamtwertung übernahm. In beiden Fällen gab es bei der Überfahrt des Passes keine Bergwertung, da der Pass in der Abfahrt von La Polsa kommend gequert wurde. Die erste Bergwertung am Passo di San Valentino gewann 1995 Mariano Piccoli auf der 13. Etappe von Pieve di Cento nach Rovereto. Beim Giro d’Italia 2021 gewann der Franzose Geoffrey Bouchard auf der 17. Etappe von Canazei nach Sega di Ala. In beiden Fällen wurde der Pass von Süd nach Nord überschritten. Bei der Tour of the Alps 2023 gewann der Deutsche Lennard Kämna die Bergankunft der 3. Etappe am Passo di San Valentino.
Im Jahr 2025 soll im Rahmen der 16. Etappe erstmals eine Bergankunft des Giro d’Italia auf der Passhöhe des Passo di San Valentino stattfinden. Die Auffahrt erfolgt dabei von Mori, ehe es über Brentonico zum Ziel geht. Der Anstieg gilt als Bergwertung der 1. Kategorie.
| Jahr  | Etappe     | Bergwertung  | Erster am Gipfel  | Auffahrt    |
| ----- | ---------- | ------------ | ----------------- | ----------- |
| 1995  | 13. Etappe | 1. Kategorie | Mariano Piccoli   | Süd (Avio)  |
| 2021  | 17. Etappe | 1. Kategorie | Geoffrey Bouchard | Süd (Avio)  |
| 2025* | 16. Etappe | 1. Kategorie |                   | Nord (Mori) |

* Bergankunft